# The Red Piano
A The Red Piano Tour foi uma turnê do cantor britânico Sir Elton John. A turnê começou sua residência em Las Vegas, percorrendo a Europa posteriormente.

## O show
Toda a ideia do show foi criada por Elton e pelo fotógrafo David LaChapelle..
Inicialmente, a residência em Las Vegas terminaria em 2007, totalizando 75 shows. Mas ao longo da turnê foram adicionadas 173 novas datas, finalizando em 22 de março de 2009.
O show foi substituído pelos espetáculos Cher at the Colosseum, da cantora Cher, e The Showgirl Must Go On, de Bette Midler.

## Repertório
1. "Bennie and the Jets"
2. "Philadelphia Freedom"
3. "Daniel"
4. "Believe"
5. "Rocket Man"
6. "I'm Still Standing"
7. "I Want Love"
8. "Tiny Dancer"
9. "Don't Let the Sun Go Down on Me"
10. "The Bitch Is Back"
11. "Candle in the Wind"
12. "I Guess That's Why They Call It The Blues"
13. "Pinball Wizard (cover de The Who)"
14. "Saturday Night's Alright for Fighting"
15. "Your Song"[9]

## Datas
| Datas                   | Cidade     | País           | Local                            |
| ----------------------- | ---------- | -------------- | -------------------------------- |
| América do Norte        |            |                |                                  |
| 13 de fevereiro de 2004 | Las Vegas  | Estados Unidos | The Colosseum                    |
| 14 de fevereiro de 2004 | Las Vegas  | Estados Unidos | The Colosseum                    |
| 15 de fevereiro de 2004 | Las Vegas  | Estados Unidos | The Colosseum                    |
| 17 de fevereiro de 2004 | Las Vegas  | Estados Unidos | The Colosseum                    |
| 18 de fevereiro de 2004 | Las Vegas  | Estados Unidos | The Colosseum                    |
| 20 de fevereiro de 2004 | Las Vegas  | Estados Unidos | The Colosseum                    |
| 21 de fevereiro de 2004 | Las Vegas  | Estados Unidos | The Colosseum                    |
| 22 de fevereiro de 2004 | Las Vegas  | Estados Unidos | The Colosseum                    |
| 23 de março de 2004     | Las Vegas  | Estados Unidos | The Colosseum                    |
| 24 de março de 2004     | Las Vegas  | Estados Unidos | The Colosseum                    |
| 26 de março de 2004     | Las Vegas  | Estados Unidos | The Colosseum                    |
| 27 de março de 2004     | Las Vegas  | Estados Unidos | The Colosseum                    |
| 28 de março de 2004     | Las Vegas  | Estados Unidos | The Colosseum                    |
| 30 de março de 2004     | Las Vegas  | Estados Unidos | The Colosseum                    |
| 31 de março de 2004     | Las Vegas  | Estados Unidos | The Colosseum                    |
| 2 de abril de 2004      | Las Vegas  | Estados Unidos | The Colosseum                    |
| 3 de abril de 2004      | Las Vegas  | Estados Unidos | The Colosseum                    |
| 4 de abril de 2004      | Las Vegas  | Estados Unidos | The Colosseum                    |
| 23 de julho de 2004     | Las Vegas  | Estados Unidos | The Colosseum                    |
| 24 de julho de 2004     | Las Vegas  | Estados Unidos | The Colosseum                    |
| 25 de julho de 2004     | Las Vegas  | Estados Unidos | The Colosseum                    |
| 27 de julho de 2004     | Las Vegas  | Estados Unidos | The Colosseum                    |
| 28 de julho de 2004     | Las Vegas  | Estados Unidos | The Colosseum                    |
| 30 de julho de 2004     | Las Vegas  | Estados Unidos | The Colosseum                    |
| 31 de julho de 2004     | Las Vegas  | Estados Unidos | The Colosseum                    |
| 1 de agosto de 2004     | Las Vegas  | Estados Unidos | The Colosseum                    |
| 3 de agosto de 2004     | Las Vegas  | Estados Unidos | The Colosseum                    |
| 4 de agosto de 2004     | Las Vegas  | Estados Unidos | The Colosseum                    |
| 6 de agosto de 2004     | Las Vegas  | Estados Unidos | The Colosseum                    |
| 7 de agosto de 2004     | Las Vegas  | Estados Unidos | The Colosseum                    |
| 8 de agosto de 2004     | Las Vegas  | Estados Unidos | The Colosseum                    |
| 12 de outubro de 2004   | Las Vegas  | Estados Unidos | The Colosseum                    |
| 13 de outubro de 2004   | Las Vegas  | Estados Unidos | The Colosseum                    |
| 15 de outubro de 2004   | Las Vegas  | Estados Unidos | The Colosseum                    |
| 16 de outubro de 2004   | Las Vegas  | Estados Unidos | The Colosseum                    |
| 17 de outubro de 2004   | Las Vegas  | Estados Unidos | The Colosseum                    |
| 19 de outubro de 2004   | Las Vegas  | Estados Unidos | The Colosseum                    |
| 20 de outubro de 2004   | Las Vegas  | Estados Unidos | The Colosseum                    |
| 22 de outubro de 2004   | Las Vegas  | Estados Unidos | The Colosseum                    |
| 23 de outubro de 2004   | Las Vegas  | Estados Unidos | The Colosseum                    |
| 24 de outubro de 2004   | Las Vegas  | Estados Unidos | The Colosseum                    |
| 26 de outubro de 2004   | Las Vegas  | Estados Unidos | The Colosseum                    |
| 27 de outubro de 2004   | Las Vegas  | Estados Unidos | The Colosseum                    |
| 29 de outubro de 2004   | Las Vegas  | Estados Unidos | The Colosseum                    |
| 30 de outubro de 2004   | Las Vegas  | Estados Unidos | The Colosseum                    |
| 31 de outubro de 2004   | Las Vegas  | Estados Unidos | The Colosseum                    |
| 8 de fevereiro de 2005  | Las Vegas  | Estados Unidos | The Colosseum                    |
| 9 de fevereiro de 2005  | Las Vegas  | Estados Unidos | The Colosseum                    |
| 11 de fevereiro de 2005 | Las Vegas  | Estados Unidos | The Colosseum                    |
| 12 de fevereiro de 2005 | Las Vegas  | Estados Unidos | The Colosseum                    |
| 13 de fevereiro de 2005 | Las Vegas  | Estados Unidos | The Colosseum                    |
| 15 de fevereiro de 2005 | Las Vegas  | Estados Unidos | The Colosseum                    |
| 16 de fevereiro de 2005 | Las Vegas  | Estados Unidos | The Colosseum                    |
| 18 de fevereiro de 2005 | Las Vegas  | Estados Unidos | The Colosseum                    |
| 19 de fevereiro de 2005 | Las Vegas  | Estados Unidos | The Colosseum                    |
| 20 de fevereiro de 2005 | Las Vegas  | Estados Unidos | The Colosseum                    |
| 22 de fevereiro de 2005 | Las Vegas  | Estados Unidos | The Colosseum                    |
| 23 de fevereiro de 2005 | Las Vegas  | Estados Unidos | The Colosseum                    |
| 25 de fevereiro de 2005 | Las Vegas  | Estados Unidos | The Colosseum                    |
| 26 de fevereiro de 2005 | Las Vegas  | Estados Unidos | The Colosseum                    |
| 29 de março de 2005     | Las Vegas  | Estados Unidos | The Colosseum                    |
| 30 de março de 2005     | Las Vegas  | Estados Unidos | The Colosseum                    |
| 1 de abril de 2005      | Las Vegas  | Estados Unidos | The Colosseum                    |
| 2 de abril de 2005      | Las Vegas  | Estados Unidos | The Colosseum                    |
| 3 de abril de 2005      | Las Vegas  | Estados Unidos | The Colosseum                    |
| 5 de abril de 2005      | Las Vegas  | Estados Unidos | The Colosseum                    |
| 6 de abril de 2005      | Las Vegas  | Estados Unidos | The Colosseum                    |
| 8 de abril de 2005      | Las Vegas  | Estados Unidos | The Colosseum                    |
| 9 de abril de 2005      | Las Vegas  | Estados Unidos | The Colosseum                    |
| 10 de abril de 2005     | Las Vegas  | Estados Unidos | The Colosseum                    |
| 26 de julho de 2005     | Las Vegas  | Estados Unidos | The Colosseum                    |
| 27 de julho de 2005     | Las Vegas  | Estados Unidos | The Colosseum                    |
| 28 de julho de 2005     | Las Vegas  | Estados Unidos | The Colosseum                    |
| 30 de julho de 2005     | Las Vegas  | Estados Unidos | The Colosseum                    |
| 31 de julho de 2005     | Las Vegas  | Estados Unidos | The Colosseum                    |
| 4 de outubro de 2005    | Las Vegas  | Estados Unidos | The Colosseum                    |
| 5 de outubro de 2005    | Las Vegas  | Estados Unidos | The Colosseum                    |
| 7 de outubro de 2005    | Las Vegas  | Estados Unidos | The Colosseum                    |
| 8 de outubro de 2005    | Las Vegas  | Estados Unidos | The Colosseum                    |
| 9 de outubro de 2005    | Las Vegas  | Estados Unidos | The Colosseum                    |
| 11 de outubro de 2005   | Las Vegas  | Estados Unidos | The Colosseum                    |
| 12 de outubro de 2005   | Las Vegas  | Estados Unidos | The Colosseum                    |
| 14 de outubro de 2005   | Las Vegas  | Estados Unidos | The Colosseum                    |
| 15 de outubro de 2005   | Las Vegas  | Estados Unidos | The Colosseum                    |
| 16 de outubro de 2005   | Las Vegas  | Estados Unidos | The Colosseum                    |
| 18 de outubro de 2005   | Las Vegas  | Estados Unidos | The Colosseum                    |
| 19 de outubro de 2005   | Las Vegas  | Estados Unidos | The Colosseum                    |
| 21 de outubro de 2005   | Las Vegas  | Estados Unidos | The Colosseum                    |
| 22 de outubro de 2005   | Las Vegas  | Estados Unidos | The Colosseum                    |
| 23 de outubro de 2005   | Las Vegas  | Estados Unidos | The Colosseum                    |
| 31 de janeiro de 2006   | Las Vegas  | Estados Unidos | The Colosseum                    |
| 1 de fevereiro de 2006  | Las Vegas  | Estados Unidos | The Colosseum                    |
| 3 de fevereiro de 2006  | Las Vegas  | Estados Unidos | The Colosseum                    |
| 4 de fevereiro de 2006  | Las Vegas  | Estados Unidos | The Colosseum                    |
| 7 de fevereiro de 2006  | Las Vegas  | Estados Unidos | The Colosseum                    |
| 10 de fevereiro de 2006 | Las Vegas  | Estados Unidos | The Colosseum                    |
| 11 de fevereiro de 2006 | Las Vegas  | Estados Unidos | The Colosseum                    |
| 12 de fevereiro de 2006 | Las Vegas  | Estados Unidos | The Colosseum                    |
| 14 de fevereiro de 2006 | Las Vegas  | Estados Unidos | The Colosseum                    |
| 15 de fevereiro de 2006 | Las Vegas  | Estados Unidos | The Colosseum                    |
| 17 de fevereiro de 2006 | Las Vegas  | Estados Unidos | The Colosseum                    |
| 18 de fevereiro de 2006 | Las Vegas  | Estados Unidos | The Colosseum                    |
| 19 de fevereiro de 2006 | Las Vegas  | Estados Unidos | The Colosseum                    |
| 28 de março de 2006     | Las Vegas  | Estados Unidos | The Colosseum                    |
| 29 de março de 2006     | Las Vegas  | Estados Unidos | The Colosseum                    |
| 31 de março de 2006     | Las Vegas  | Estados Unidos | The Colosseum                    |
| 1 de abril de 2006      | Las Vegas  | Estados Unidos | The Colosseum                    |
| 2 de abril de 2006      | Las Vegas  | Estados Unidos | The Colosseum                    |
| 4 de abril de 2006      | Las Vegas  | Estados Unidos | The Colosseum                    |
| 5 de abril de 2006      | Las Vegas  | Estados Unidos | The Colosseum                    |
| 7 de abril de 2006      | Las Vegas  | Estados Unidos | The Colosseum                    |
| 8 de abril de 2006      | Las Vegas  | Estados Unidos | The Colosseum                    |
| 9 de abril de 2006      | Las Vegas  | Estados Unidos | The Colosseum                    |
| 11 de julho de 2006     | Las Vegas  | Estados Unidos | The Colosseum                    |
| 12 de julho de 2006     | Las Vegas  | Estados Unidos | The Colosseum                    |
| 14 de julho de 2006     | Las Vegas  | Estados Unidos | The Colosseum                    |
| 15 de julho de 2006     | Las Vegas  | Estados Unidos | The Colosseum                    |
| 16 de julho de 2006     | Las Vegas  | Estados Unidos | The Colosseum                    |
| 18 de julho de 2006     | Las Vegas  | Estados Unidos | The Colosseum                    |
| 19 de julho de 2006     | Las Vegas  | Estados Unidos | The Colosseum                    |
| 21 de julho de 2006     | Las Vegas  | Estados Unidos | The Colosseum                    |
| 22 de julho de 2006     | Las Vegas  | Estados Unidos | The Colosseum                    |
| 23 de julho de 2006     | Las Vegas  | Estados Unidos | The Colosseum                    |
| 25 de julho de 2006     | Las Vegas  | Estados Unidos | The Colosseum                    |
| 26 de julho de 2006     | Las Vegas  | Estados Unidos | The Colosseum                    |
| 28 de julho de 2006     | Las Vegas  | Estados Unidos | The Colosseum                    |
| 29 de julho de 2006     | Las Vegas  | Estados Unidos | The Colosseum                    |
| 30 de julho de 2006     | Las Vegas  | Estados Unidos | The Colosseum                    |
| 10 de outubro de 2006   | Las Vegas  | Estados Unidos | The Colosseum                    |
| 11 de outubro de 2006   | Las Vegas  | Estados Unidos | The Colosseum                    |
| 13 de outubro de 2006   | Las Vegas  | Estados Unidos | The Colosseum                    |
| 14 de outubro de 2006   | Las Vegas  | Estados Unidos | The Colosseum                    |
| 15 de outubro de 2006   | Las Vegas  | Estados Unidos | The Colosseum                    |
| 17 de outubro de 2006   | Las Vegas  | Estados Unidos | The Colosseum                    |
| 18 de outubro de 2006   | Las Vegas  | Estados Unidos | The Colosseum                    |
| 20 de outubro de 2006   | Las Vegas  | Estados Unidos | The Colosseum                    |
| 21 de outubro de 2006   | Las Vegas  | Estados Unidos | The Colosseum                    |
| 22 de outubro de 2006   | Las Vegas  | Estados Unidos | The Colosseum                    |
| 23 de outubro de 2006   | Las Vegas  | Estados Unidos | The Colosseum                    |
| 30 de janeiro de 2007   | Las Vegas  | Estados Unidos | The Colosseum                    |
| 31 de janeiro de 2007   | Las Vegas  | Estados Unidos | The Colosseum                    |
| 2 de fevereiro de 2007  | Las Vegas  | Estados Unidos | The Colosseum                    |
| 3 de fevereiro de 2007  | Las Vegas  | Estados Unidos | The Colosseum                    |
| 6 de fevereiro de 2007  | Las Vegas  | Estados Unidos | The Colosseum                    |
| 7 de fevereiro de 2007  | Las Vegas  | Estados Unidos | The Colosseum                    |
| 9 de fevereiro de 2007  | Las Vegas  | Estados Unidos | The Colosseum                    |
| 10 de fevereiro de 2007 | Las Vegas  | Estados Unidos | The Colosseum                    |
| 11 de fevereiro de 2007 | Las Vegas  | Estados Unidos | The Colosseum                    |
| 13 de fevereiro de 2007 | Las Vegas  | Estados Unidos | The Colosseum                    |
| 14 de fevereiro de 2007 | Las Vegas  | Estados Unidos | The Colosseum                    |
| 17 de fevereiro de 2007 | Las Vegas  | Estados Unidos | The Colosseum                    |
| 27 de março de 2007     | Las Vegas  | Estados Unidos | The Colosseum                    |
| 28 de março de 2007     | Las Vegas  | Estados Unidos | The Colosseum                    |
| 30 de março de 2007     | Las Vegas  | Estados Unidos | The Colosseum                    |
| 31 de março de 2007     | Las Vegas  | Estados Unidos | The Colosseum                    |
| 3 de abril de 2007      | Las Vegas  | Estados Unidos | The Colosseum                    |
| 6 de abril de 2007      | Las Vegas  | Estados Unidos | The Colosseum                    |
| 7 de abril de 2007      | Las Vegas  | Estados Unidos | The Colosseum                    |
| 10 de abril de 2007     | Las Vegas  | Estados Unidos | The Colosseum                    |
| 8 de maio de 2007       | Las Vegas  | Estados Unidos | The Colosseum                    |
| 9 de maio de 2007       | Las Vegas  | Estados Unidos | The Colosseum                    |
| 11 de maio de 2007      | Las Vegas  | Estados Unidos | The Colosseum                    |
| 12 de maio de 2007      | Las Vegas  | Estados Unidos | The Colosseum                    |
| 13 de maio de 2007      | Las Vegas  | Estados Unidos | The Colosseum                    |
| Europa                  |            |                |                                  |
| 5 de setembro de 2007   | Londres    | Inglaterra     | The O2 Arena                     |
| América do Norte        |            |                |                                  |
| 16 de outubro de 2007   | Las Vegas  | Estados Unidos | The Colosseum                    |
| 18 de outubro de 2007   | Las Vegas  | Estados Unidos | The Colosseum                    |
| 19 de outubro de 2007   | Las Vegas  | Estados Unidos | The Colosseum                    |
| 20 de outubro de 2007   | Las Vegas  | Estados Unidos | The Colosseum                    |
| 22 de outubro de 2007   | Las Vegas  | Estados Unidos | The Colosseum                    |
| 25 de outubro de 2007   | Las Vegas  | Estados Unidos | The Colosseum                    |
| 26 de outubro de 2007   | Las Vegas  | Estados Unidos | The Colosseum                    |
| 27 de outubro de 2007   | Las Vegas  | Estados Unidos | The Colosseum                    |
| 29 de outubro de 2007   | Las Vegas  | Estados Unidos | The Colosseum                    |
| 30 de outubro de 2007   | Las Vegas  | Estados Unidos | The Colosseum                    |
| 2 de novembro de 2007   | Las Vegas  | Estados Unidos | The Colosseum                    |
| 3 de novembro de 2007   | Las Vegas  | Estados Unidos | The Colosseum                    |
| 5 de novembro de 2007   | Las Vegas  | Estados Unidos | The Colosseum                    |
| 19 de março de 2008     | Las Vegas  | Estados Unidos | The Colosseum                    |
| 21 de março de 2008     | Las Vegas  | Estados Unidos | The Colosseum                    |
| 22 de março de 2008     | Las Vegas  | Estados Unidos | The Colosseum                    |
| 24 de março de 2008     | Las Vegas  | Estados Unidos | The Colosseum                    |
| 25 de março de 2008     | Las Vegas  | Estados Unidos | The Colosseum                    |
| 26 de março de 2008     | Las Vegas  | Estados Unidos | The Colosseum                    |
| 28 de março de 2008     | Las Vegas  | Estados Unidos | The Colosseum                    |
| 29 de março de 2008     | Las Vegas  | Estados Unidos | The Colosseum                    |
| 31 de março de 2008     | Las Vegas  | Estados Unidos | The Colosseum                    |
| 1 de abril de 2008      | Las Vegas  | Estados Unidos | The Colosseum                    |
| 2 de abril de 2008      | Las Vegas  | Estados Unidos | The Colosseum                    |
| 4 de abril de 2008      | Las Vegas  | Estados Unidos | The Colosseum                    |
| 5 de abril de 2008      | Las Vegas  | Estados Unidos | The Colosseum                    |
| 6 de abril de 2008      | Las Vegas  | Estados Unidos | The Colosseum                    |
| 3 de junho de 2008      | Las Vegas  | Estados Unidos | The Colosseum                    |
| 4 de junho de 2008      | Las Vegas  | Estados Unidos | The Colosseum                    |
| 6 de junho de 2008      | Las Vegas  | Estados Unidos | The Colosseum                    |
| 7 de junho de 2008      | Las Vegas  | Estados Unidos | The Colosseum                    |
| 9 de junho de 2008      | Las Vegas  | Estados Unidos | The Colosseum                    |
| 10 de junho de 2008     | Las Vegas  | Estados Unidos | The Colosseum                    |
| 11 de junho de 2008     | Las Vegas  | Estados Unidos | The Colosseum                    |
| 13 de junho de 2008     | Las Vegas  | Estados Unidos | The Colosseum                    |
| 14 de junho de 2008     | Las Vegas  | Estados Unidos | The Colosseum                    |
| 16 de junho de 2008     | Las Vegas  | Estados Unidos | The Colosseum                    |
| 17 de junho de 2008     | Las Vegas  | Estados Unidos | The Colosseum                    |
| 18 de junho de 2008     | Las Vegas  | Estados Unidos | The Colosseum                    |
| 20 de junho de 2008     | Las Vegas  | Estados Unidos | The Colosseum                    |
| 21 de junho de 2008     | Las Vegas  | Estados Unidos | The Colosseum                    |
| 22 de junho de 2008     | Las Vegas  | Estados Unidos | The Colosseum                    |
| 23 de julho de 2008     | Las Vegas  | Estados Unidos | The Colosseum                    |
| 24 de julho de 2008     | Las Vegas  | Estados Unidos | The Colosseum                    |
| 25 de julho de 2008     | Las Vegas  | Estados Unidos | The Colosseum                    |
| 26 de julho de 2008     | Las Vegas  | Estados Unidos | The Colosseum                    |
| 30 de julho de 2008     | Las Vegas  | Estados Unidos | The Colosseum                    |
| 31 de julho de 2008     | Las Vegas  | Estados Unidos | The Colosseum                    |
| 1 de agosto de 2008     | Las Vegas  | Estados Unidos | The Colosseum                    |
| 2 de agosto de 2008     | Las Vegas  | Estados Unidos | The Colosseum                    |
| 22 de outubro de 2008   | Las Vegas  | Estados Unidos | The Colosseum                    |
| 23 de outubro de 2008   | Las Vegas  | Estados Unidos | The Colosseum                    |
| 24 de outubro de 2008   | Las Vegas  | Estados Unidos | The Colosseum                    |
| 25 de outubro de 2008   | Las Vegas  | Estados Unidos | The Colosseum                    |
| 29 de outubro de 2008   | Las Vegas  | Estados Unidos | The Colosseum                    |
| 30 de outubro de 2008   | Las Vegas  | Estados Unidos | The Colosseum                    |
| 31 de outubro de 2008   | Las Vegas  | Estados Unidos | The Colosseum                    |
| 1 de novembro de 2008   | Las Vegas  | Estados Unidos | The Colosseum                    |
| 3 de novembro de 2008   | Las Vegas  | Estados Unidos | The Colosseum                    |
| 6 de novembro de 2008   | Las Vegas  | Estados Unidos | The Colosseum                    |
| 7 de novembro de 2008   | Las Vegas  | Estados Unidos | The Colosseum                    |
| 8 de novembro de 2008   | Las Vegas  | Estados Unidos | The Colosseum                    |
| 9 de novembro de 2008   | Las Vegas  | Estados Unidos | The Colosseum                    |
| Europa                  |            |                |                                  |
| 19 de novembro de 2008  | Birmingham | Inglaterra     | National Indoor Arena            |
| 22 de novembro de 2008  | Munique    | Alemanha       | Olympiahalle                     |
| 24 de novembro de 2008  | Hamburgo   | Alemanha       | Color Line Arena                 |
| 26 de novembro de 2008  | Cologne    | Alemanha       | Kölnarena                        |
| 29 de novembro de 2008  | Copenhage  | Dinamarca      | Estádio Parken                   |
| 4 de dezembro de 2008   | Estocolmo  | Suécia         | Globe Arena                      |
| 5 de dezembro de 2008   | Oslo       | Noruega        | Oslo Spektrum                    |
| 9 de dezembro de 2008   | Paris      | França         | Palais Omnisports de Paris-Bercy |
| 11 de dezembro de 2008  | Berlim     | Alemanha       | O2 World                         |
| 13 de dezembro de 2008  | Londres    | Inglaterra     | The O2 Arena                     |
| 16 de dezembro de 2008  | Birmingham | Inglaterra     | National Indoor Arena            |
| 17 de dezembro de 2008  | Liverpool  | Inglaterra     | Echo Arena Liverpool             |
| 18 de dezembro de 2008  | Liverpool  | Inglaterra     | Echo Arena Liverpool             |
| 20 de dezembro de 2008  | Manchester | Inglaterra     | MEN Arena                        |
| 21 de dezembro de 2008  | Manchester | Inglaterra     | MEN Arena                        |
| 31 de dezembro de 2008  | Londres    | Inglaterra     | The O2 Arena                     |
| América do Norte        |            |                |                                  |
| 3 de fevereiro de 2009  | Las Vegas  | Estados Unidos | The Colosseum                    |
| 4 de fevereiro de 2009  | Las Vegas  | Estados Unidos | The Colosseum                    |
| 6 de fevereiro de 2009  | Las Vegas  | Estados Unidos | The Colosseum                    |
| 7 de fevereiro de 2009  | Las Vegas  | Estados Unidos | The Colosseum                    |
| 8 de fevereiro de 2009  | Las Vegas  | Estados Unidos | The Colosseum                    |
| 10 de fevereiro de 2009 | Las Vegas  | Estados Unidos | The Colosseum                    |
| 11 de fevereiro de 2009 | Las Vegas  | Estados Unidos | The Colosseum                    |
| 13 de fevereiro de 2009 | Las Vegas  | Estados Unidos | The Colosseum                    |
| 14 de fevereiro de 2009 | Las Vegas  | Estados Unidos | The Colosseum                    |
| 15 de fevereiro de 2009 | Las Vegas  | Estados Unidos | The Colosseum                    |
| 8 de março de 2009      | Las Vegas  | Estados Unidos | The Colosseum                    |
| 10 de março de 2009     | Las Vegas  | Estados Unidos | The Colosseum                    |
| 11 de março de 2009     | Las Vegas  | Estados Unidos | The Colosseum                    |
| 12 de março de 2009     | Las Vegas  | Estados Unidos | The Colosseum                    |
| 14 de março de 2009     | Las Vegas  | Estados Unidos | The Colosseum                    |
| 15 de março de 2009     | Las Vegas  | Estados Unidos | The Colosseum                    |
| 16 de março de 2009     | Las Vegas  | Estados Unidos | The Colosseum                    |
| 18 de março de 2009     | Las Vegas  | Estados Unidos | The Colosseum                    |
| 19 de março de 2009     | Las Vegas  | Estados Unidos | The Colosseum                    |
| 21 de março de 2009     | Las Vegas  | Estados Unidos | The Colosseum                    |
| 22 de março de 2009     | Las Vegas  | Estados Unidos | The Colosseum                    |
| Europa                  |            |                |                                  |
| 7 de outubro de 2009    | Moscou     | Rússia         | Estádio Olímpico                 |
| 10 de outubro de 2009   | Helsinki   | Finlândia      | Hartwall Areena                  |
| 13 de outubro de 2009   | Antuérpia  | Bélgica        | Sportpaleis                      |
| 15 de outubro de 2009   | Dusseldorf | Alemanha       | ISS Dome                         |
| 16 de outubro de 2009   | Zurique    | Suíça          | Hallenstadion                    |
| 17 de outubro de 2009   | Roterdã    | Países Baixos  | Ahoy Rotterdam                   |
| 20 de outubro de 2009   | Barcelona  | Espanha        | Palau Sant Jordi                 |

## Gravações
Os shows em Las Vegas foram gravados, sendo posteriormente lançado em versões de dvd e edição dupla de cd e dvd. A edição simples de dvd contém o show completo, e a versão dupla em cd e dvd contém o show completo, um documentário e o áudio dividido em 2 dvds.